# Skinheads Against Racial Prejudice
Skinheads Against Racial Prejudice (zkráceně SHARP, česky skinheadi proti rasovým předsudkům) jsou protirasističtí skinheadi, kteří jsou silní odpůrci neonacistických skinheadů a ostatních rasistů hlásících se ke skinheadům, protože skinheadská subkultura vznikla smíšením jamajského reggae a anglické pracující třídy.
| „                                          | Opravdový skinhead není rasista, bez jamajské kultury by skinheads neexistovali, byla to jejich kultura spojená s britskou pracující třídou, která je vytvořila. | “ |
| — Roddy Moreno, propagátor SHARP v Anglii. | |   |

## Historie SHARP
Jako reakce na rozmach rasismu a xenofobního myšlení mezi skinheads vznikli v roce 1986 v americkém New Yorku SHARP. Sharps zaznamenali velký, rychlý přírůstek a začínají vytvářet protiklad WP Skins. Jde ale spíše o vyjádření antipatií vůči naziskinheadům, nežli o hlouběji organizovanou strukturu (na rozdíl od WP).

Sharps vyvolávají bitky s WP Skins, které docházejí až do extrému (použití střelných zbraní). Vzniklo mnoho nových kapel, např. Warzone a Agnostic Front. Jsou ostře zaměřeni proti nacismu i národnímu cítění, uvažují politicky a chodí oblečeni ve stylu své subkultury. Myšlenka protirasistických skinheads brzy přešla i do Evropy, a to do Anglie přes zpěváka antifašistické Oi! kapely The Opressed. Vznikaly různé kapely, vydavatelství hudby a časopisy (zvané fanziny - např. Rytíř, Buldok). Sharps nebyli nijak organizovaní jako někteří WP Skinheads. Často navazují vztahy i s anarchisty či redskiny. Svými postoji se někdy blíží k tradičním apolitickým skinheadům. Jsou proti útisku menšin a zastávají myšlenku „Punks & Skins United“ (jelikož někteří nacističtí skinheads vedou „válku“ s příznivci hnutí punk). Sharps jsou od roku 1989 i v Česku.